# Kość czołowa
Kość czołowa (łac. os frontale) – jedna z kości mózgoczaszki, u większości kręgowców parzysta. U człowieka parzysta jest w życiu płodowym i wczesnym dzieciństwie, rozdzielona wtedy szwem czołowym, zwykle zarastającym między pierwszym a drugim rokiem życia. Od momentu jego skostnienia kość czołowa staje się nieparzysta, składa się z wypukłej ku przodowi łuski czołowej, położonych poziomo dwóch części oczodołowych i części nosowej.

## Łuska czołowa
Ogranicza od przodu i góry jamę czaszki. Ma dwie powierzchnie (zewnętrzną i wewnętrzną) oraz brzegi: ciemieniowy (tylny), klinowy (boczny) i nadoczodołowy, który ku dołowi przechodzi w wyrostek jarzmowy.
Na powierzchni zewnętrznej łuski czołowej są widoczne i wyczuwalne guzy czołowe. Ich wielkość jest zależna od wieku i płci. U dzieci i kobiet są one większe. Poniżej guzów czołowych znajdują się wyniosłości w postaci wałów; są to łuki brwiowe. Są one wydatniej zaznaczone u mężczyzn. Między łukami brwiowymi występuje gładkie wypuklenie zwane gładzizną. Na bocznej części tej powierzchni występuje kresa skroniowa; powierzchnia znajdująca się poniżej kresy to powierzchnia skroniowa, będąca częścią dołu skroniowego.
Na powierzchni wewnętrznej, która jest wklęsła i nierówna, znajduje się bruzda zatoki strzałkowej górnej (w płaszczyźnie pośrodkowej; mieści się w niej zatoka strzałkowa górna i sierp mózgu). Ku dołowi zatoka ta przechodzi w grzebień czołowy, sięgający do otworu ślepego. Dodatkowo na tej powierzchni występują łęki mózgowe (odpowiadają bruzdom mózgowym), wyciski palczaste (odpowiadają zakrętom mózgu), bruzdy tętnicze (biegną w nich gałęzie tętnicy oponowej środkowej) i dołeczki ziarenkowe (znajdują się w nich wypustki opony pajęczej). 
Brzeg ciemieniowy (tylny) łuski łączy się z kośćmi ciemieniowymi szwem wieńcowym, wyczuwalnym na sklepieniu czaszki. Brzeg klinowy (boczny) łączy się ze skrzydłem większym kości klinowej szwami klinowo-czołowymi. Brzegi nadoczodołowe znajdują się na granicy łuski czołowej i części oczodołowej. Ich przebieg jest osobniczo zmienny. Ograniczają one od góry wejście do oczodołu. Występują na nich przyśrodkowo otwory lub wcięcia czołowe (dla naczyń i nerwów nadbloczkowych od naczyń i nerwu ocznego) oraz bocznie od poprzednich otwory lub wcięcia nadoczodołowe (dla naczyń i nerwów nadoczodołowych pochodzących z tych samych źródeł co poprzednie). Ku dołowi i bokowi brzegi nadoczodołowe przechodzą w wyrostki jarzmowe.
U zwierząt gospodarskich otwory nadoczodołowe mogą komunikować się z oczodołami bezpośrednio (u konia) lub poprzez kanały nadoczodołowe (świnia, przeżuwacze); u drapieżnych brak tych otworów.

## Część oczodołowa
Posiada ona pośrodku wcięcie sitowe, w którym leży część kości sitowej, zwana blaszką sitową. Powierzchnia dolna części oczodołowej tworzy odcinki przednie sklepienia prawego i lewego oczodołu. Tylne brzegi części oczodołowej łączą się ze skrzydłami mniejszymi kości klinowej.

## Część nosowa
Znajduje się między oczodołami, poniżej łuski czołowej, łączy się pośrodku z kośćmi nosowymi (poprzez brzeg nosowy), a z boku z wyrostkami czołowymi szczęki. Tylny brzeg (wolny) jest przednim ograniczeniem wcięcia sitowego. Na powierzchni dolnej znajduje się skierowany w dół i do przodu kolec nosowy. Na górnej powierzchni kolca nosowego mieści się wejście do otworu ślepego.

## Zatoki czołowe

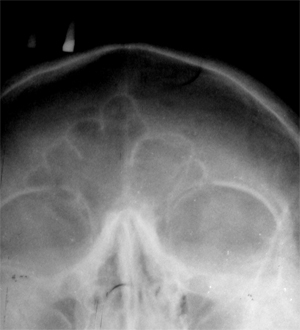
Zdjęcie rentgenowskie zatok kości czołowej człowieka

Na pograniczu łuski czołowej i części oczodołowej, wewnątrz kości czołowej znajdują się dwie przestrzenie pneumatyczne, wypełnione powietrzem; są to zatoki czołowe. Ich ściany pokrywa błona śluzowa. Ujścia zatok czołowych otwierają się do jamy nosowej – konkretnie do przewodu nosowego środkowego. Między zatokami występuje przegroda zatok czołowych (septum sinuum frontalium).
U bydła zatoki czołowe penetrują wyrostki kości czołowej zwane możdżeniami, które są wyrostkami kości czołowej przeżuwaczy.